# Har Hamor

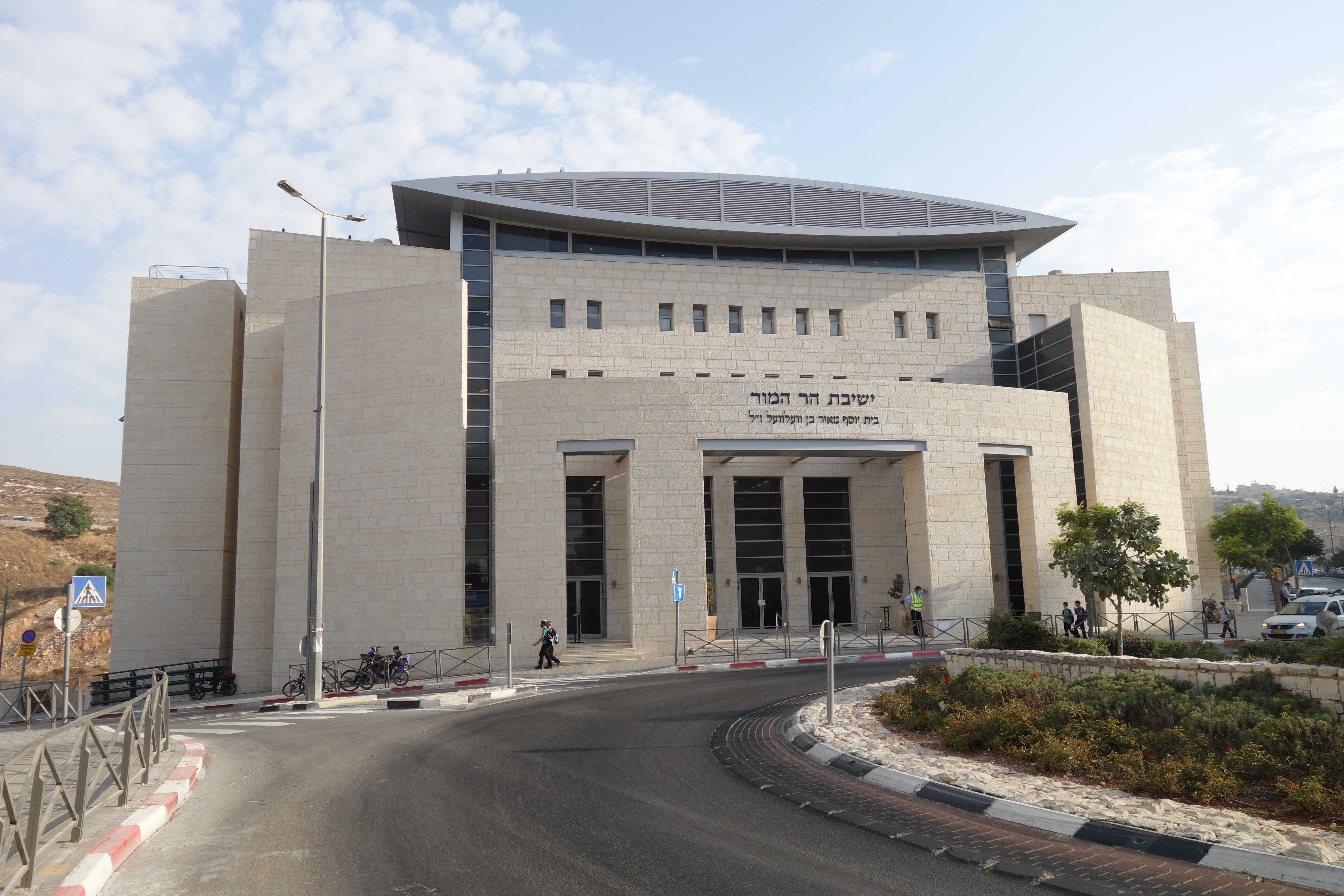
Har Hamor

Har Hamor ist eine israelische orthodoxe Jeschiwa (Talmudschule) in Jerusalem, die 1997 gegründet wurde. Sie gehört zum religiös-zionistischen Spektrum und zeichnet sich durch eine besonders konservative und streng traditionalistische Ausrichtung aus.

## Name und Bedeutung
Der Name Har Hamor bedeutet „Berg des Myrrhe“ und bezieht sich auf einen Ausdruck aus dem biblischen Hohelied (4:6), der in der jüdischen Tradition mit dem Tempelberg assoziiert wird. Außerdem ist „Hamor“ ein Akronym für „Hemshech Mercaz HaRav“ („Fortsetzung von Mercaz HaRav“), was die ideologische Verbindung zur Jeschiwa Mercaz HaRav unterstreicht.

## Geschichte

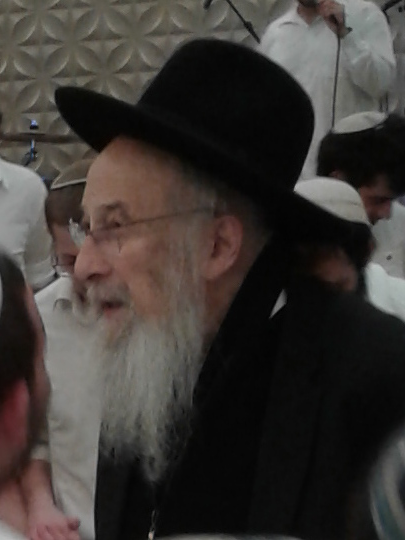
Har Hamor-Gründer Zvi Thau

Har Hamor wurde 1997 von Rabbi Zvi Thau und einer Gruppe von Rabbinern gegründet, die sich von der Jeschiwa Mercaz HaRav trennten. Der Hauptgrund für die Abspaltung war ein Streit um die pädagogische Ausrichtung, insbesondere die Ablehnung der Einführung eines Lehrerausbildungsinstituts in Mercaz HaRav, das als Verfälschung der jüdischen Tradition angesehen wurde. Rabbi Thau und seine Anhänger wollten eine strengere, weniger von modernen akademischen Einflüssen geprägte Tora-Ausbildung gewährleisten.
Zunächst war die Jeschiwa in verschiedenen provisorischen Gebäuden in Jerusalem untergebracht, unter anderem in Kiryat Menachem, Bayit VeGan und Kiryat HaYovel. Seit 2017 befindet sich die Jeschiwa in einem eigenen Gebäude im Stadtteil Har Homa.

## Ausrichtung
Har Hamor ist bekannt für seine geschlossene und separatistische Haltung innerhalb des religiös-zionistischen Spektrums. Die Jeschiwa lehnt moderne akademische Einflüsse weitgehend ab und verfolgt eine strenge Auslegung der jüdischen Lehren, die stark an die Lehren von Rabbi Zvi Yehuda Kook und Mercaz HaRav anknüpft. Die meisten Studenten sind verheiratet, und die Altersstruktur ist älter als bei anderen religiös-zionistischen Jeschiwot.
Zvi Thau gründete 2019 mit Avi Maoz die religiös-konservative Partei Noam, die mit Moaz von 2022 bis 2025 den stellvertretenden Minister für jüdische nationale Identität im Kabinett Netanjahu VI stellte.
Die Har Hamor Yeshiva spielt in der israelischen Politik eine bedeutende ideologische und indirekte Rolle. Sie gilt als geistiger Motor einer sehr konservativen, religiös-zionistischen Strömung, die den Staat Israel als heilig betrachtet und eine strikte Einhaltung der Halacha fordert. Die Yeshiva selbst meidet direkte politische Beteiligung, ist aber eng mit der Partei Noam verbunden, deren geistlicher Führer Rabbi Zvi Thau, der Leiter von Har Hamor, ist. Noam steht für eine ultrakonservative, gesellschaftspolitisch rechte Agenda, die sich insbesondere gegen LGBTQ-Rechte und säkulare, liberale Einflüsse richtet.
Har Hamor fordert ihre Studenten aktiv auf, politisch für die religiös-zionistischen Parteien, insbesondere Noam, zu mobilisieren, um die „Seele des Staates“ zu verteidigen. Die Yeshiva sieht sich in einem „Krieg um die Nation und den Geist des Staates“ und hat sogar das reguläre Tora-Studium zeitweise zugunsten politischer Aktivität ausgesetzt. Damit nimmt Har Hamor eine zentrale Rolle bei der Mobilisierung der radikal-konservativen religiösen Zionisten in Israel ein, ohne selbst als politische Partei aufzutreten.

## Lehrer
- Rabbi Zvi Thau: Gründer und ideologischer Leiter von Har Hamor. Er gilt als einer der wichtigsten Schüler von Rabbi Zvi Yehuda Kook und prägt die Ausrichtung der Jeschiwa maßgeblich.[1]
- Rabbi Amiel Sternberg: Aktueller Rosh Yeshiva von Har Hamor, der nach dem Tod seines Zwillingsbruders Rabbi Mordechai Sternberg die alleinige Leitung übernommen hat.[2][10]
- Rabbi Mordechai Sternberg: War bis zu seinem Tod 2022 gemeinsam mit seinem Bruder Rosh Yeshiva von Har Hamor.[2][10]

## Bedeutung
Har Hamor gilt als eine der einflussreichsten Institutionen im Bereich des religiösen Zionismus, insbesondere für jene, die eine konservative, „harte“ Linie vertreten, wie die Chardal-Bewegung. Viele Rabbiner und Pädagogen, die an Har Hamor ausgebildet wurden, sind heute in führenden Positionen innerhalb der religiös-zionistischen Gemeinschaft tätig.